# Satellitenfunksystem

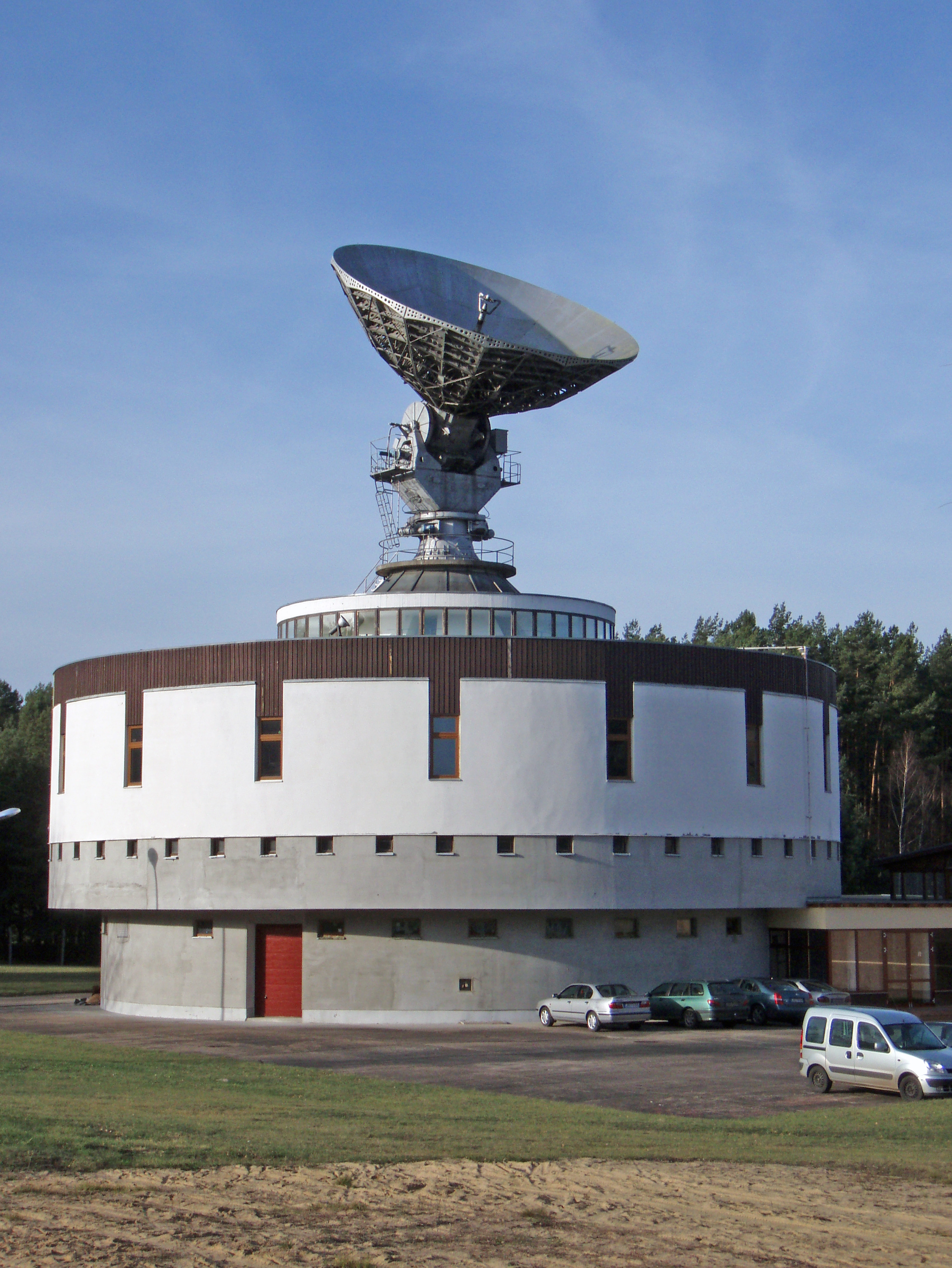
Erdfunkstelle Neu Golm des Satellitenfunksystems von Intersputnik

Ein Satellitenfunksystem (englisch satellite system) ist – gemäß Definition der VO Funk der  Internationalen Fernmeldeunion – ein Weltraumfunksystem, in dem eine oder mehrere künstliche Erdsatelliten benutzt werden.  